# Futbol'nyj Klub Lokomotiv Moskva 2020-2021
Questa voce raccoglie le informazioni riguardanti la Lokomotiv Moskva nelle competizioni ufficiali della stagione 2020-2021.

## Stagione
La stagione della Lokomotiv Mosca, allenata dal serbo Marko Nikolić, si apre ufficialmente il 7 agosto con il match valido per l'assegnazione della Supercoppa di Russia, contro lo Zenit San Pietroburgo perso per 2-1. L'esordio in campionato avviene l'11 agosto e vede la compagine della capitale vincere in trasferta per 2-0 contro il Rubin. Il 1º ottobre a Ginevra ha luogo il sorteggio dei gironi di Champions League che vede impegnata la Loko nel gruppo A con i tedeschi del Bayern Monaco, campioni in carica, gli spagnoli dell'Atlético Madrid e i campioni d'Austria del Salisburgo.
Il 21 ottobre i Loko esordiscono in Europa, pareggiando per 2-2 in casa del Salisburgo. Il 28 novembre si conclude il girone di andata con la Lokomotiv in lotta per un posto in zona Europa League. Il 9 dicembre si conclude l'avventura europea della squadra moscovita, con la sconfitta per 2-0 in casa del Bayern Monaco che vale l'ultimo posto nel girone. Il 17 dicembre si chiude il 2020 della squadra moscovita, con la sconfitta in rimonta per 3-2 contro il Chimki. Il 20 febbraio, in virtù del 3-0 inflitto al Tambov, la Lokomotiv supera gli ottavi di finale della Coppa di Russia. Il 7 aprile i Loko superano i quarti di finale della coppa nazionale, battendo a domicilio il Soči 3-1.
Il 21 aprile la Lokomotiv Mosca centra la sua decima vittoria consecutiva, battendo 3-0 i concittadini del CSKA Mosca, raggiungendo così la finale di Kubok Rossii. Il 2 maggio lo Zenit batte 6-1 la Lokomotiv nello scontro diretto, fermando definitivamente la rimonta in classifica dei moscoviti. Il 12 maggio i Loko vincono la loro nona coppa di Russia, battendo in finale il sorprendente Kryl'ja Sovetov Samara, club di PFN Ligi, per tre reti a una. Il 16 maggio si conclude la stagione della Lokomotiv Mosca, che grazie all'1-0 rifilato all'Ural consolida il terzo posto finale e si qualifica alla prossima edizione di UEFA Europa League.

## Maglie e sponsor
Lo sponsor tecnico per la stagione 2020-2021 è Adidas, mentre lo sponsor ufficiale è RŽD.
|  | Casa |  | Trasferta |  |

## Organigramma societario
Dal sito internet ufficiale della società.
Area direttiva
- Presidente: Vasilj Kiknadze
- Direttore esecutivo: Vladymyr Koroktov

Area tecnica
- Allenatore: Marko Nikolić
- Allenatore in seconda: Oleg Pašinin
- Allenatore dei portieri: Zaur Chapov
- Assistenti: Dmitrij Los'kov, Sargis Hovhannisyan, Radoje Smiljanić, Goran Basarić
- Preparatore atletico: Sergej Alexeev

Area medica
- Fisioterapisti: Ivan Lopez Martinez, Juan Alberto Pinar Sans
- Massaggiatori: Andrej Osmanov, Oleg Novikov
- Medico sportivo: Nikita Karlitskiy
- Riabilitazione: Sergej Sjumakov, Ekaterina Sidelnikova, Sergej Semakin

Area amministrativa
- Team manager: Stanislav Suchina
- Traduttore: Murat Sasiev
- Amministrazione: Anatolij Maškov, Sergej Grišin, Ruslan Elderchanov, Vladimir Konyuchov

Pubbliche relazioni
- Commercializzazione amministratore: Anatolij Maškov
- Membro ufficio stampa: Vladimir Konjuchov

## Rosa

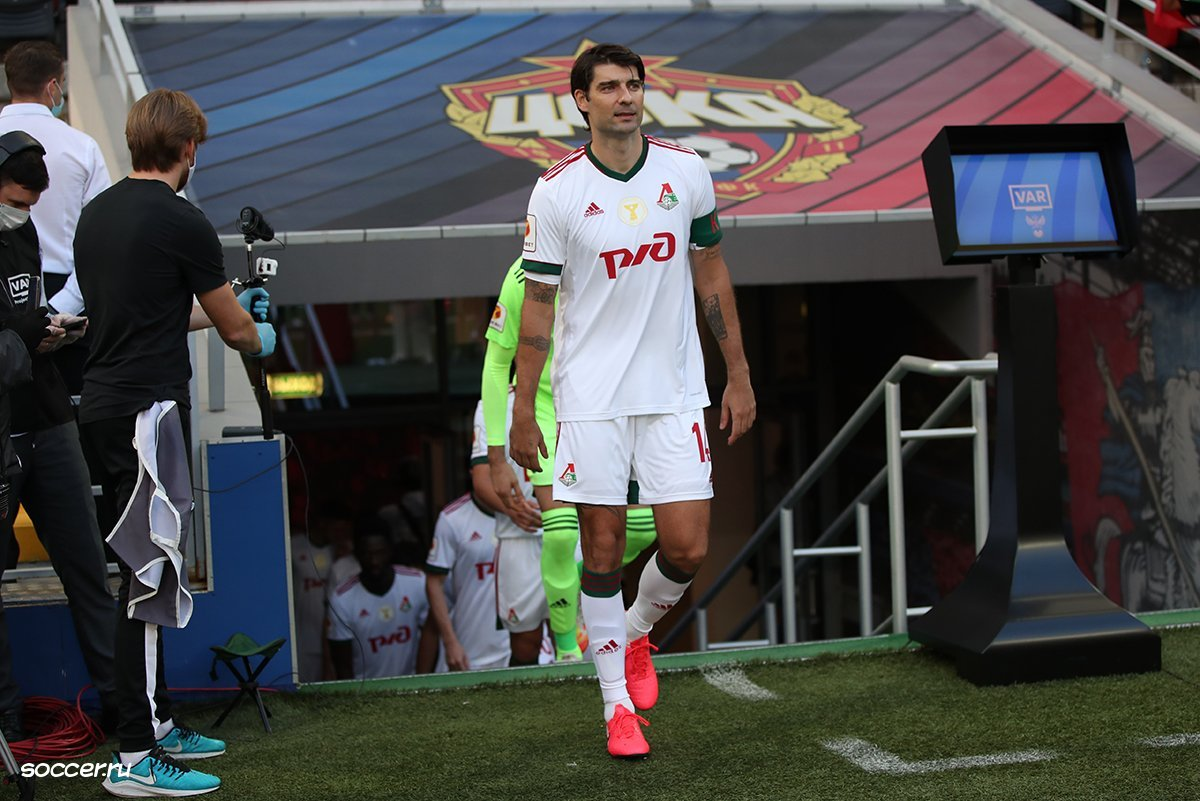
Vedran Ćorluka, è il capitano della Lokomotiv Mosca

La rosa tratta dal sito ufficiale.
| N. |                       | Ruolo | Calciatore                |
| -- | --------------------- | ----- | ------------------------- |
| 1  | Russia (bandiera)     | P     | Guilherme                 |
| 2  | Russia (bandiera)     | D     | Dmitrij Živogljadov       |
| 3  | Brasile (bandiera)    | D     | Pablo                     |
| 4  | Russia (bandiera)     | D     | Vitalij Ljscov            |
| 6  | Russia (bandiera)     | C     | Dmitrij Barinov           |
| 7  | Polonia (bandiera)    | C     | Grzegorz Krychowiak       |
| 9  | Russia (bandiera)     | A     | Fëdor Smolov              |
| 11 | Russia (bandiera)     | C     | Anton Mirančuk            |
| 14 | Croazia (bandiera)    | D     | Vedran Ćorluka (capitano) |
| 17 | Russia (bandiera)     | A     | Rifat Žemaletdinov        |
| 20 | Russia (bandiera)     | C     | Vladislav Ignat'ev        |
| 24 | Portogallo (bandiera) | A     | Éder                      |
| 25 | Guinea (bandiera)     | A     | François Kamano           |

| N. |                        | Ruolo | Calciatore         |
| -- | ---------------------- | ----- | ------------------ |
| 27 | Brasile (bandiera)     | D     | Murilo Cerqueira   |
| 28 | Finlandia (bandiera)   | D     | Boris Rotenberg    |
| 29 | Capo Verde (bandiera)  | A     | Zé Luís            |
| 31 | Polonia (bandiera)     | C     | Maciej Rybus       |
| 37 | Russia (bandiera)      | C     | Stanislav Magkeev  |
| 41 | Serbia (bandiera)      | D     | Slobodan Rajković  |
| 59 | Russia (bandiera)      | C     | Aleksej Mirančuk   |
| 69 | Russia (bandiera)      | C     | Daniil Kulikov     |
| 77 | Russia (bandiera)      | P     | Anton Kočenkov     |
| 84 | Russia (bandiera)      | D     | Michail Lysov      |
| 88 | Bielorussia (bandiera) | A     | Vital' Lisakovič   |
| 94 | Russia (bandiera)      | C     | Dmitrij Rybčinskij |

## Calciomercato

### Sessione estiva
| Acquisti         | Acquisti              | Acquisti               | Acquisti                   |
| R.               | Nome                  | da                     | Modalità                   |
| ---------------- | --------------------- | ---------------------- | -------------------------- |
| D                | Vitalij Ljscov        | Kryl'ja Sovetov Samara | definitivo (0,6 milioni €) |
| D                | Slobodan Rajković     | Perugia                | gratuito                   |
| A                | François Kamano       | Bordeaux               | definitivo (5,5 milioni €) |
| A                | Vital' Lisakovič      | Šachcër Salihorsk      | definitivo (1,1 milioni €) |
| A                | Fëdor Smolov          | Celta Vigo             | fine prestito              |
| A                | Zé Luís               | Porto                  | definitivo (7 milioni €)   |
| Altre operazioni |                       |                        |                            |
| R.               | Nome                  | da                     | Modalità                   |
| D                | Timofej Margasov      | Soči                   | fine prestito              |
| C                | Jasurbek Jaloliddinov | Bunyodkor              | definitivo (0,9 milioni €) |
| A                | Artëm Galadžan        | Rotor                  | fine prestito              |

| Cessioni         | Cessioni              | Cessioni        | Cessioni                    |
| R.               | Nome                  | a               | Modalità                    |
| ---------------- | --------------------- | --------------- | --------------------------- |
| P                | Nikita Medvedev       | Rubin           | gratuito                    |
| D                | Benedikt Höwedes      |                 | ritirato                    |
| D                | Brian Idowu           | Chimki          | prestito                    |
| D                | Solomon Kvirkvelia    | Rotor           | prestito                    |
| C                | João Mário            | Inter           | fine prestito               |
| C                | Aleksandr Kolomejcev  |                 | ritirato                    |
| C                | Aleksej Mirančuk      | Atalanta        | definitivo (14,5 milioni €) |
| A                | Luka Đorđević         | Arsenal Tula    | prestito                    |
| A                | Jefferson Farfán      |                 | svincolato                  |
| Altre operazioni |                       |                 |                             |
| R.               | Nome                  | a               | Modalità                    |
| D                | Timofej Margasov      | Soči            | gratuito                    |
| C                | Jasurbek Jaloliddinov | Tambov          | prestito                    |
| A                | Artëm Galadžan        | Nižnij Novgorod | definitivo                  |
| A                | Timur Sulejmanov      | Nižnij Novgorod | prestito                    |

### Sessione invernale
| Acquisti         | Acquisti              | Acquisti      | Acquisti                    |
| R.               | Nome                  | da            | Modalità                    |
| ---------------- | --------------------- | ------------- | --------------------------- |
| D                | Pablo                 | Bordeaux      | definitivo (2,5 milioni €)  |
| Altre operazioni |                       |               |                             |
| R.               | Nome                  | da            | Modalità                    |
| C                | Il'ja Berkovskij      | Torpedo Mosca | definitivo (0,25 milioni €) |
| C                | Jasurbek Jaloliddinov | Tambov        | fine prestito               |
| C                | Andrej Nikitin        | Fakel Voronež | definitivo (0,11 milioni €) |
| C                | Roman Tugarev         | Rostov        | fine prestito               |

| Cessioni         | Cessioni              | Cessioni        | Cessioni                    |
| R.               | Nome                  | a               | Modalità                    |
| ---------------- | --------------------- | --------------- | --------------------------- |
| D                | Slobodan Rajković     |                 | svincolato                  |
| Altre operazioni |                       |                 |                             |
| R.               | Nome                  | a               | Modalità                    |
| C                | Il'ja Berkovskij      | Nižnij Novgorod | prestito                    |
| C                | Jasurbek Jaloliddinov |                 | svincolato                  |
| C                | Andrej Nikitin        | Fakel Voronež   | prestito                    |
| C                | Roman Tugarev         | Rostov          | definitivo (0,17 milioni €) |

## Risultati

### Prem'er-Liga

#### Girone di andata
| Arbitro: | Ivanov (Rostov sul Don) |

|  |           |                             |
|  | Marcatori | 2’ Al. Mirančuk 26’ Barinov |

| Arbitro: | Levnikov (San Pietroburgo) |

|                  |           |  |
| Al. Mirančuk 43’ | Marcatori |  |

| Arbitro: | Matjunin (Mosca) |

|              |           |            |
| Egoryčev 74’ | Marcatori | 87’ Smolov |

| Arbitro: | Karasëv (Mosca) |

|                         |           |            |
| Larsson 53’ Sobolev 81’ | Marcatori | 10’ Murilo |

| Arbitro: | Panin (Dmitrov) |

|                                        |           |                                     |
| An. Mirančuk 48’ (rig.) Krychowiak 77’ | Marcatori | 3’ Il'in 45+1’ Timofeev 58’ Berisha |

| Mosca 30 agosto 2020, ore 16:00 MSK 6ª giornata | Lokomotiv Mosca    | 0 – 0 referto | Zenit San Pietroburgo | RŽD Arena (7 739 spett.)\| Arbitro: \| Moskalëv (Voronež) \| |
| Arbitro:                                        | Moskalëv (Voronež) |               |                       |                                                              |

| Rostov sul Don 14 settembre 2020, ore 20:30 MSK 7ª giornata | Rostov                       | 0 – 0 referto | Lokomotiv Mosca | Rostov Arena (15 011 spett.)\| Arbitro: \| Bezborodov (San Pietroburgo) \| |
| Arbitro:                                                    | Bezborodov (San Pietroburgo) |               |                 |                                                                            |

| Arbitro: | Tubin (Dmitrov) |

|           |           |  |
| Smolov 9’ | Marcatori |  |

| Arbitro: | Vilkov (Nižnij Novgorod) |

|  |           |            |
|  | Marcatori | 45’ Smolov |

| Arbitro: | Kukuljak (Kaluga) |

|                            |           |             |
| Lisakovič 25’ Ignat'ev 55’ | Marcatori | 46’ Boženov |

| Arbitro: | Kukujan (Soči) |

|                |           |  |
| Krychowiak 67’ | Marcatori |  |

| Arbitro: | Ivanov (Rostov sul Don) |

|                |           |                         |
| Rybčinskij 28’ | Marcatori | 19’ Flamarion 57’ Ponce |

| Arbitro: | Vail'ev (Iževsk) |

|                               |           |                  |
| Zabolotnyj 14’ Burmistrov 40’ | Marcatori | 65’ An. Mirančuk |

| Arbitro: | Panin (Dmitrov) |

|                                                                 |           |               |
| Evgen'ev 3’ N'Jie 33’ Lesovoj 60’ Fomin 86’ (rig.) Rausch 90+2’ | Marcatori | 45+3’ Zé Luís |

| Arbitro: | Suchoj (Ljubercy) |

|                         |           |  |
| An. Mirančuk 72’ (rig.) | Marcatori |  |

#### Girone di ritorno
| Groznyj 28 novembre 2020, ore 19:00 MSK 16ª giornata | Achmat Groznyj             | 0 – 0 referto | Lokomotiv Mosca | Achmat Arena (5 093 spett.)\| Arbitro: \| Levnikov (San Pietroburgo) \| |
| Arbitro:                                             | Levnikov (San Pietroburgo) |               |                 |                                                                         |

| Arbitro: | Karasëv (Mosca) |

|                                           |           |          |
| Ignat'ev 17’, 86’ An. Mirančuk 69’ (rig.) | Marcatori | 3’ Hwang |

| Arbitro: | Moskalëv (Voronež) |

|                                                      |           |  |
| Claesson 6’ Cabella 11’ Berg 75’, 85’ Sulejmanov 81’ | Marcatori |  |

| Arbitro: | Matjunin (Mosca) |

|                                              |           |                           |
| Korjan 26’ (rig.) Kucharčuk 85’ Dolgov 90+3’ | Marcatori | 15’ Krychowiak 37’ Murilo |

| Arbitro: | Kukujan (Soči) |

|                             |           |  |
| Lisakovič 6’ Krychowiak 41’ | Marcatori |  |

| Arbitro: | Levnikov (San Pietroburgo) |

|  |           |                                        |
|  | Marcatori | 71’ Smolov 75’ Murilo 85’ Žemaletdinov |

| Arbitro: | Matjunin (Mosca) |

|                            |           |             |
| Kamano 42’, 56’ Smolov 88’ | Marcatori | 58’ Jusupov |

| Arbitro: | Vasil'ev (Iževsk) |

|  |           |                |
|  | Marcatori | 80’ Krychowiak |

| Arbitro: | Panin (Dmitrov) |

|  |           |                                 |
|  | Marcatori | 21’ Krychowiak 80’ Žemaletdinov |

| Arbitro: | Levnikov (San Pietroburgo) |

|                         |           |  |
| Kamano 22’ Smolov 45+2’ | Marcatori |  |

| Arbitro: | Vilkov (Nižnij Novgorod) |

|                                                          |           |                  |
| Kamano 4’ Žemaletdinov 6’ Krychowiak 65’ (rig.) Éder 90’ | Marcatori | 33’ Hadžikadunić |

| Arbitro: | Šadychanov (Mosca) |

|                        |           |                                                     |
| Aliev 45+2’ Kajkov 78’ | Marcatori | 40’, 60’ Krychowiak 47’ Smolov 74’ Murilo 80’ Rybus |

| Arbitro: | Karasëv (Mosca) |

|                                                          |           |            |
| Dzjuba 19’, 51’ Azmoun 39’, 45+3’ (rig.), 46’ Malcom 67’ | Marcatori | 56’ Kamano |

| Chimki 8 maggio 2021, ore 16:30 MSK 29ª giornata | Lokomotiv Mosca | 0 – 0 referto | Dinamo Mosca | Arena Chimki (5 100 spett.)\| Arbitro: \| Kukujan (Soči) \| |
| Arbitro:                                         | Kukujan (Soči)  |               |              |                                                             |

| Arbitro: | Bezborodov (San Pietroburgo) |

|                |           |  |
| Rybčinskij 89’ | Marcatori |  |

### Coppa di Russia
| Arbitro: | Bezborodov (San Pietroburgo) |

|                                            |           |  |
| Pablo 27’ Kamano 58’ Krychowiak 82’ (rig.) | Marcatori |  |

| Arbitro: | Kazarcev (San Pietroburgo) |

|             |           |                              |
| Jusipov 70’ | Marcatori | 45’, 63’ Smolov 90+6’ Kamano |

| Arbitro: | Karasëv (Mosca) |

|                                        |           |  |
| Kamano 16’ Smolov 54’ Krychowiak 90+1’ | Marcatori |  |

| Arbitro: | Ivanov (Rostov sul Don) |

|                                         |           |             |
| Kamano 14’ Smolov 48’ (rig.) Murilo 84’ | Marcatori | 23’ Sarveli |

### Champions League

#### Fase a gironi
| Arbitro: | Gözübüyük |

|                              |           |                        |
| Szoboszlai 45’ Junuzović 50’ | Marcatori | 19’ Éder 75’ Lisakovič |

| Arbitro: | Kovács |

|                  |           |                          |
| An. Mirančuk 70’ | Marcatori | 13’ Goretzka 79’ Kimmich |

| Arbitro: | Bastien |

|                         |           |                   |
| An. Mirančuk 25’ (rig.) | Marcatori | 18’ J. M. Giménez |

| Madrid 25 novembre 2020, ore 21:00 CET Gruppo A – 4ª giornata | Atlético Madrid | 0 – 0 referto | Lokomotiv Mosca | Wanda Metropolitano (0 spett.)\| Arbitro: \| Vinčić \| |
| Arbitro:                                                      | Vinčić          |               |                 |                                                        |

| Arbitro: | Palabıyık |

|                         |           |                              |
| An. Mirančuk 79’ (rig.) | Marcatori | 28’, 41’ Berisha 81’ Adeyemi |

| Arbitro: | Schärer |

|                            |           |  |
| Süle 63’ Choupo-Moting 80’ | Marcatori |  |

### Supercoppa di Russia
| Arbitro: | Vilkov (Nižnij Novgorod) |

|                       |           |             |
| Dzjuba 14’ Ozdoev 69’ | Marcatori | 71’ Ćorluka |

## Statistiche

### Statistiche di squadra
| Competizione         | Punti | In casa | In casa | In casa | In casa | In casa | In casa | In trasferta | In trasferta | In trasferta | In trasferta | In trasferta | In trasferta | Totale | Totale | Totale | Totale | Totale | Totale | DR  |
| Competizione         | Punti | G       | V       | N       | P       | Gf      | Gs      | G            | V            | N            | P            | Gf           | Gs           | G      | V      | N      | P      | Gf     | Gs     | DR  |
| -------------------- | ----- | ------- | ------- | ------- | ------- | ------- | ------- | ------------ | ------------ | ------------ | ------------ | ------------ | ------------ | ------ | ------ | ------ | ------ | ------ | ------ | --- |
| Prem'er-Liga         | 56    | 15      | 11      | 2       | 2       | 24      | 9       | 15           | 6            | 3            | 6            | 21           | 26           | 30     | 17     | 5      | 8      | 45     | 35     | +10 |
| Coppa di Russia      | -     | 2       | 2       | 0       | 0       | 6       | 0       | 1            | 1            | 0            | 0            | 3            | 1            | 4      | 4      | 0      | 0      | 12     | 2      | +10 |
| Champions League     | 3     | 3       | 0       | 1       | 2       | 3       | 6       | 3            | 0            | 2            | 1            | 2            | 4            | 6      | 0      | 3      | 3      | 5      | 10     | -5  |
| Supercoppa di Russia | -     | -       | -       | -       | -       | -       | -       | -            | -            | -            | -            | -            | -            | 1      | 0      | 0      | 1      | 1      | 2      | -1  |
| Totale               | -     | 20      | 13      | 3       | 4       | 33      | 15      | 19           | 7            | 5            | 7            | 26           | 31           | 41     | 21     | 8      | 12     | 63     | 49     | +14 |

### Andamento in campionato
| Giornata  | 1 | 2 | 3 | 4 | 5 | 6 | 7 | 8 | 9 | 10 | 11 | 12 | 13 | 14 | 15 | 16 | 17 | 18 | 19 | 20 | 21 | 22 | 23 | 24 | 25 | 26 | 27 | 28 | 29 | 30 |
| --------- | - | - | - | - | - | - | - | - | - | -- | -- | -- | -- | -- | -- | -- | -- | -- | -- | -- | -- | -- | -- | -- | -- | -- | -- | -- | -- | -- |
| Luogo     | T | C | T | T | C | C | T | C | T | C  | C  | C  | T  | T  | C  | T  | C  | T  | T  | C  | T  | C  | T  | T  | C  | C  | T  | T  | C  | C  |
| Risultato | V | V | N | P | P | N | N | V | V | V  | V  | P  | P  | P  | V  | N  | V  | P  | P  | V  | V  | V  | V  | V  | V  | V  | V  | P  | N  | V  |
| Posizione | 3 | 2 | 3 | 4 | 7 | 8 | 9 | 6 | 6 | 5  | 3  | 4  | 7  | 8  | 8  | 7  | 5  | 7  | 8  | 8  | 6  | 4  | 3  | 3  | 3  | 2  | 2  | 3  | 3  | 3  |

Legenda:

Luogo: C = Casa; T = Trasferta. Risultato: V = Vittoria; N = Pareggio; P = Sconfitta.

### Statistiche dei giocatori
In corsivo i calciatori che hanno lasciato la squadra a stagione in corso.
| Giocatore       | Prem'er-Liga | Prem'er-Liga | Prem'er-Liga | Prem'er-Liga | Coppa di Russia | Coppa di Russia | Coppa di Russia | Coppa di Russia | Champions League | Champions League | Champions League | Champions League | Supercoppa di Russia | Supercoppa di Russia | Supercoppa di Russia | Supercoppa di Russia | Totale   | Totale | Totale      | Totale     |
| Giocatore       | Presenze     | Reti         | Ammonizioni  | Espulsioni   | Presenze        | Reti            | Ammonizioni     | Espulsioni      | Presenze         | Reti             | Ammonizioni      | Espulsioni       | Presenze             | Reti                 | Ammonizioni          | Espulsioni           | Presenze | Reti   | Ammonizioni | Espulsioni |
| --------------- | ------------ | ------------ | ------------ | ------------ | --------------- | --------------- | --------------- | --------------- | ---------------- | ---------------- | ---------------- | ---------------- | -------------------- | -------------------- | -------------------- | -------------------- | -------- | ------ | ----------- | ---------- |
| M. Ageev        | 1            | 0            | 0            | 0            | 1               | 0               | 0               | 0               | 0                | 0                | 0                | 0                | -                    | -                    | -                    | -                    | 2        | 0      | 0           | 0          |
| D. Barinov      | 13           | 1            | 3            | 0            | 3               | 0               | 1               | 0               | 0                | 0                | 0                | 0                | 1                    | 0                    | 1                    | 0                    | 17       | 1      | 5           | 0          |
| V. Ćorluka      | 22           | 0            | 4            | 1            | 4               | 0               | 0               | 0               | 5                | 0                | 0                | 0                | 1                    | 1                    | 0                    | 0                    | 32       | 1      | 4           | 1          |
| Éder            | 20           | 1            | 5            | 0            | 2               | 0               | 0               | 0               | 3                | 1                | 0                | 0                | 1                    | 0                    | 0                    | 0                    | 26       | 2      | 5           | 0          |
| Guilherme       | 25           | -27          | 5            | 1            | 4               | -2              | 1               | 0               | 6                | -10              | 0                | 0                | 1                    | -2                   | 0                    | 0                    | 36       | -41    | 6           | 1          |
| V. Ignat'ev     | 16           | 2            | 2            | 0            | 1               | 0               | 0               | 0               | 5                | 0                | 1                | 0                | 1                    | 0                    | 0                    | 0                    | 23       | 2      | 3           | 0          |
| N. Iosifov      | 4            | 0            | 0            | 0            | 1               | 0               | 0               | 0               | 1                | 0                | 0                | 0                | -                    | -                    | -                    | -                    | 6        | 0      | 0           | 0          |
| F. Kamano       | 25           | 5            | 0            | 0            | 4               | 4               | 1               | 0               | 4                | 0                | 0                | 0                | -                    | -                    | -                    | -                    | 33       | 9      | 1           | 0          |
| A. Kočenkov     | 6            | -8           | 0            | 0            | 0               | -0              | 0               | 0               | 0                | -0               | 0                | 0                | 0                    | -0                   | 0                    | 0                    | 6        | -8     | 0           | 0          |
| G. Krychowiak   | 26           | 9            | 7            | 1            | 4               | 2               | 1               | 0               | 4                | 0                | 1                | 0                | 1                    | 0                    | 0                    | 0                    | 35       | 11     | 9           | 1          |
| D. Kulikov      | 25           | 0            | 6            | 0            | 4               | 0               | 0               | 0               | 4                | 0                | 1                | 0                | 0                    | 0                    | 0                    | 0                    | 33       | 0      | 7           | 0          |
| V. Lisakovič    | 26           | 2            | 2            | 0            | 3               | 0               | 0               | 0               | 3                | 1                | 0                | 0                | -                    | -                    | -                    | -                    | 32       | 3      | 2           | 0          |
| V. Lyscov       | 3            | 0            | 0            | 0            | 0               | 0               | 0               | 0               | 0                | 0                | 0                | 0                | 0                    | 0                    | 0                    | 0                    | 3        | 0      | 0           | 0          |
| M. Lysov        | 3            | 0            | 0            | 0            | 0               | 0               | 0               | 0               | 1                | 0                | 0                | 0                | 0                    | 0                    | 0                    | 0                    | 4        | 0      | 0           | 0          |
| S. Magkeev      | 24           | 0            | 6            | 0            | 3               | 0               | 0               | 0               | 3                | 0                | 0                | 0                | 1                    | 0                    | 1                    | 0                    | 31       | 0      | 7           | 0          |
| Al. Mirančuk    | 4            | 2            | 0            | 0            | -               | -               | -               | -               | -                | -                | -                | -                | 1                    | 0                    | 1                    | 0                    | 5        | 2      | 1           | 0          |
| An. Mirančuk    | 23           | 4            | 1            | 0            | 2               | 0               | 0               | 0               | 6                | 3                | 0                | 0                | 1                    | 0                    | 1                    | 0                    | 32       | 7      | 2           | 0          |
| M. Muchin       | 10           | 0            | 5            | 0            | 4               | 0               | 1               | 0               | 1                | 0                | 1                | 0                | -                    | -                    | -                    | -                    | 15       | 0      | 7           | 0          |
| Murilo          | 22           | 4            | 5            | 0            | 2               | 1               | 0               | 0               | 5                | 0                | 3                | 0                | 1                    | 0                    | 0                    | 0                    | 30       | 5      | 8           | 0          |
| Pablo           | 10           | 0            | 1            | 0            | 4               | 1               | 2               | 0               | -                | -                | -                | -                | -                    | -                    | -                    | -                    | 14       | 1      | 3           | 0          |
| S. Rajković     | 5            | 0            | 2            | 1            | -               | -               | -               | -               | 4                | 0                | 1                | 0                | 0                    | 0                    | 0                    | 0                    | 9        | 0      | 3           | 1          |
| B. Rotenberg    | 0            | 0            | 0            | 0            | 0               | 0               | 0               | 0               | 0                | 0                | 0                | 0                | 0                    | 0                    | 0                    | 0                    | 0        | 0      | 0           | 0          |
| D. Rybčinskij   | 26           | 2            | 6            | 0            | 4               | 0               | 1               | 0               | 6                | 0                | 0                | 0                | 1                    | 0                    | 0                    | 0                    | 37       | 2      | 7           | 0          |
| M. Rybus        | 26           | 1            | 8            | 0            | 4               | 0               | 2               | 0               | 6                | 0                | 0                | 0                | 1                    | 0                    | 1                    | 0                    | 37       | 1      | 11          | 0          |
| A. Siljanov     | 2            | 0            | 0            | 0            | 0               | 0               | 0               | 0               | 1                | 0                | 0                | 0                | -                    | -                    | -                    | -                    | 3        | 0      | 0           | 0          |
| F. Smolov       | 21           | 7            | 1            | 0            | 3               | 4               | 0               | 0               | 3                | 0                | 0                | 0                | 1                    | 0                    | 0                    | 0                    | 28       | 11     | 1           | 0          |
| N. Titkov       | 4            | 0            | 0            | 0            | 0               | 0               | 0               | 0               | 0                | 0                | 0                | 0                | -                    | -                    | -                    | -                    | 4        | 0      | 0           | 0          |
| Zé Luís         | 8            | 1            | 1            | 0            | 0               | 0               | 0               | 0               | 5                | 0                | 0                | 0                | -                    | -                    | -                    | -                    | 13       | 1      | 1           | 0          |
| R. Žemaletdinov | 22           | 3            | 8            | 0            | 4               | 0               | 0               | 0               | 3                | 0                | 2                | 0                | 1                    | 0                    | 0                    | 0                    | 30       | 3      | 10          | 0          |
| D. Živogljadov  | 24           | 0            | 5            | 0            | 2               | 0               | 0               | 0               | 6                | 0                | 2                | 0                | 0                    | 0                    | 0                    | 0                    | 32       | 0      | 7           | 0          |